# قشلاق علی اکبرحمزه
قشلاق علی اکبرحمزه یک روستا در ایران است که در استان اردبیل واقع شده‌است. قشلاق علی اکبرحمزه ۲۹ نفر جمعیت دارد.